# Marquesado de Cilleruelo
El marquesado de Cilleruelo es un título nobiliario español creado por real decreto el 6 de abril de 1691 y real despacho del 2 de agosto de 1693 por el rey Carlos II a favor de José Fernández de Velasco y Bobadilla, con el vizcondado previo de la villa de Bezana. Era hijo del V señor de Cilleruelo, descendiente de Pedro Fernández de Velasco y Tovar, III duque de Frías y V conde de Haro, de la casa de Velasco. 

## Denominación
Su nombre hace referencia al municipio castellano de Cilleruelo de Bezana, en la provincia de Burgos.

## Señorío de Cilleruelo
Pedro Fernández de Velasco y Tovar, condestable de Castilla y III duque de Frías, fundó el mayorazgo de Cilleruelo a favor de su hijo, legitimado por el rey Carlos I en 1541:
- Pedro Fernández de Velasco y Rozas (m. antes de 1581), I señor de Cilleruelo y de los valles de la Hoz de Areba, hijo de Pedro Fernández de Velasco y Tovar y María de Rozas. Casó con Luisa de Vivero y Velasco, su único hijo fue:[3]

- Juan Fernández de Velasco y Vivero (m. después de 1611), II señor de Cilleruelo, que fue clérigo, murió sin sucesión.[4]

- Pedro Fernández de Velasco y Setién (f. c. 1604), III señor de Cilleruelo y de los Valles de la Hoz de Areba, procurador de Cortes por la ciudad de Toro y regidor de esta ciudad, nieto del III duque de Frías, hijo de Juan Fernández de Velasco y Barreda y  Casilda de Setién, casó con María de Reinoso, hija de Pedro de Reinoso, señor de Autillo de Campos y gentilhombre del rey, y de María de Henao, con la que tuvo a:[5]

- Pedro Fernández de Velasco y Reinoso (baut. Madrid, 9 de junio de 1584-Medina del Campo, 10 de enero de 1660), IV señor de Cilleruelo y de los Valles de la Hoz de Areba',[6] caballero de la Orden de Santiago y capitán de caballos lanzas de la guardia del gobernador de Milán, el condestable de Castilla. Casó en primeras nupcias con María de Rivero y en segundas con María de Bobadilla y Móxica (también llamada María de Bobadilla y Fonseca),[6] con quien tuvo a:[7]

- Pedro Fernández de Velasco y Bobadilla (baut. 12 de julio de 1634-14 de marzo de 1678), V señor de Cilleruelo,[7] de los Valles de la Hoz de Areba y de Bobadilla, caballero de la Orden de Santiago y alcalde de los hijosdalgos de Medina del Campo.[7] Casó el 14 de febrero de 1649, por poderes, con Francisca Velázquez y Montalvo (1634-1686), hija de Esteban Velázquez Villarroel y María Velázquez y Montalvo,[7] teniendo a:[8]

- José Fernández de Velasco y Bobadilla (baut. Medina del Campo, 25 de mayo de 1656-15 de octubre de 1700),[9] VI señor de Cilleruelo y de los Valles de la Hoz de Areba,[9], creado marqués de Cilleruelo con el vizcondado previo de Bezana.[9]

## Marqueses de Cilleruelo
|      | Titular                                                          | Periodo               |
| ---- | ---------------------------------------------------------------- | --------------------- |
| I    | José Fernández de Velasco y Bobadilla                            | (1691-1700)           |
| II   | Pedro José Joaquín Fernández de Velasco y Bobadilla              | (1700-1749)           |
| III  | Miguel Ignacio Fernández de Velasco                              | (1749-1769)           |
| IV   | Bernardino Fernández de Velasco y Pimentel                       | (1769-1771)           |
| V    | Martín Fernández de Velasco y Pimentel                           | (1771-1776)           |
| VI   | Diego Fernández de Velasco                                       | (1776-1794)           |
| VII  | Joaquín de Quevedo y Fernández de Velasco                        | (1794-1796)           |
| VIII | Andrés María de Quevedo Navamuel                                 | (1797-1830)           |
| IX   | José María de Mioño Bravo de Hoyos y Quevedo                     | (1830-1842)           |
| X    | Andrés Ortiz de Mioño y Quevedo                                  | (1842-1857)           |
| XI   | Rafaela Ortiz de Mioño y Urra                                    | (1857-1905)           |
| XII  | Ignacio Fernández de Henestrosa y Ortiz de Mioño                 | (1905-1934)           |
| XIII | Victoria Eugenia Fernández de Córdoba y Fernández de Henestrosa, | (1991-2013)           |
| XIV  | Victoria Elisabeth von Hohenlohe-Langenburg                      | (2017-actual titular) |

## Historia de los marqueses de Cilleruelo
- José Fernández de Velasco y Bobadilla (baut. Medina del Campo, 25 de mayo de 1656-Medina del Campo, 15 de octubre de 1700), I marqués de Cilleruelo y VI señor de Cilleruelo.[9]

Casó el 17 de mayo de 1683 con Teresa de Tovar y Duque de Estrada (m. Madrid, 28 de diciembre de 1714), hija de Gregorio de Tovar y Villela, I conde de Cancelada, I marqués de Castro de Torres, y caballero y Trece de la Orden de Santiago, y de su esposa Catalina Duque de Estrada. Le sucedió su hijo:
- Pedro José Joaquín Agustín Fernández de Velasco Bobadilla (Medina del Campo, baut. 23 de mayo de 1686-Madrid, 14 de abril de 1749), II marqués de Cilleruelo y VII señor de Cilleruelo,[11][10]

Contrajo matrimonio el 15 de diciembre de 1710 con Beatriz de Villacís y Manrique de Lara (1691-1749), hija de Gaspar Domingo de Villacís y Quijada de Ocampo, III conde de Peñaflor, y de su tercera mujer, Leonor Petronila Manrique de Lara e Ibarra, hija de Bernardino Manrique de Lara, I conde de las Amayuelas. De este matrimonio nació una hija, Teresa María Fernández de Velasco y Bobadilla, que no pudo suceder en el mayorazgo y el marquesado de Cilleruelo por ser de agnación. Le sucedió su primo hermano, hijo de Esteban Fernández de Velasco y Bobadilla, hermano del I marqués de Cilleruelo, y de su esposa, Inés Monge de Amaurita y Alcocer.
- Miguel Ignacio Fernández de Velasco Bobadilla y Monge de Amaurita (Olmedo, 8 de mayo de 1704-Burgos, 1769), III marqués de Cilleruelo y VIII señor de Cilleruelo.[13]

Contrajo matrimonio en Valladolid el 10 de marzo de 1754 con Ana de Velasco y Ribera (Valladolid, 26 de julio de 1737-Madrid, 16 de abril de 1791), hija de Pedro Ruperto de Velasco y de Sebastiana de Ribera y Pérez de Guzmán el Bueno. Fueron padres de Nicolás y de Luisa Fernández de Velasco, fallecidos antes que sus padres. De acuerdo con lo estipulado en la fundación del mayorazgo, el marquesado de Cilleruelo y el mayorazgo se incorporaron al mayorazgo de Haro, el principal de la Casa de Velasco.
- Bernardino Fernández de Velasco y Pimentel (m. 1771), IV marqués de Cilleruelo, XI duque de Frías, conde de Alba de Liste y de Peñaranda de Bracamonte, IV marqués del Fresno, conde de Castilnovo, XV conde de Haro, etc.[14][15] hijo de Agustín Fernández de Velasco y Bracamonte, X duque de Frías,[14] y de Manuela Pimentel y Zúñiga, y quinto nieto de Juan de Tovar y Velasco, el fundador del mayorazgo de Cilleruelo y padre del primer marqués. Sin descendencia masculina, le sucedió su hermano.[16]

- Martín Fernández de Velasco y Pimentel (1729-17 de marzo de 1776), V marqués de Cilleruelo,[15][17] XII duque de Frías,[15] XVI conde de Haro, V marqués del Fresno, XVI conde de Alba de Liste, IV conde de Arión, XI conde de Salazar de Velasco, señor de Velasco, de Briviesca y de Belorado.[15]

Casó con Isabel María Spínola y Spínola (m. 1801), XVI condesa de Siruela y V duquesa de San Pedro de Galatino. Fueron padres de tres hijos, todos fallecidos antes que sus padres sin descendencia. Después de un pleito, le sucedió su sobrino nieto en el marquesado de Cilleruelo el 20 de marzo de 1776:
- Diego Fernández de Velasco, VI marqués de Cilleruelo,[17] XIII duque de Frías, marqués de Belmonte, hijo de Andrés Pacheco Téllez-Girón, VII duque de Uceda, y María de la Portería Fernández de Velasco y Pacheco Téllez-Girón, VIII condesa de Peñaranda de Bracamonte, etc.[17]  Después de un pleito de tenuta, le sucedió el 20 de febrero de 1794, un sobrino del III marqués de Cilleruelo:

- Joaquín de Quevedo y Fernández de Velasco (Reinosa, 23 de noviembre de 1721-Reinosa, 17 de junio de 1796), VII marqués de Cilleruelo,[18] hijo de Melchor de Quevedo Velázquez del Puerco y de los Ríos y de María Joaquina Fernández de Velasco Bobadilla y Monge de Amaurita, hermana del III marqués de Cilleruelo.[19]

Casó el 6 de junio de 1751 con Josefa de Navamuel y Peredo. En 1797 le sucedió su hijo:
- Andrés María de Quevedo Navamuel (Reinosa, 30 de noviembre de 1757-San Sebastián, 23 de diciembre de 1830) VIII marqués de Cilleruelo.[22]

Contrajo matrimonio el 25 de febrero de 1797 con María Rafaela Centurión y Vera, hija de José Joaquín Centurión Doria y Fonseca, VIII marqués de la Lapilla, VII marqués de Monesterio, etc., y de Antonia Agustina de Vera y Moctezuma. Sin descendencia, le sucedió su sobrino, hijo de su hermana María del Pilar de Quevedo y Navamuel y de José Luis de Mioño Bravo de Hoyos y Bustamante, conde de Estradas:
- José María de Mioño Bravo de Hoyos y Quevedo (Reinosa, 20 de septiembre de 1770-Reinosa, 24 de enero de 1842), IX marqués de Cilleruelo[24] y conde de Estradas. Falleció sin descendencia.  Le sucedió su hermano:[25]

- Andrés de Mioño Bravo de Hoyos y Quevedo (Reinosa, 27 de septiembre de 1777-25 de enero de 1857), X marqués de Cilleruelo[26] y conde de Estradas.[26]

Casó el 4 de enero de 1821, en Viana, con Manuela de Urra y Oñate. Le sucedió su única hija:
- María Rafaela de Mioño Bravo de Hoyos y Urra (Palencia, 14 de octubre de 1821-Las Fraguas, 24 de enero de 1905), XI marquesa de Cilleruelo[26] y condesa de Estradas.[27]

Contrajo matrimonio el 18 de febrero de 1849 con Ignacio Fernández de Henestrosa y Santiesteban, IX conde de Moriana del Río, caballero de la Orden de Calatrava y de la Orden de Carlos III y maestrante de Sevilla.  Le sucedió su hijo.
- Ignacio Fernández de Henestrosa y Ortiz de Mioño (Madrid, 7 de julio de 1851-Carresse 18 de abril de 1934), XII marqués de Cilleruelo,[30] X conde de Moriana del Río, maestrante de Sevilla, gentilhombre de cámara del rey.[30]

Casó en Madrid el 10 de abril de 1877 con Francisca Gayoso de los Cobos y Sevilla, XV marquesa de Camarasa, grande de España, VII marquesa de la Puebla de Parga y XVIII condesa de Castrojeriz. Fueron los padres de  María Josefa Fernández de Henestrosa y Gayoso de los Cobos (Carresse, Francia, 16 de mayo de 1893-Ciudad de México, 14 de septiembre de 1986), que, aunque obtuvo carta de sucesión provisional para el marquesado de Cilleruelo, «no la convalidó en 1948 y quedó ineficaz». Había casado con el diplomático mexicano Pablo Martínez del Río y Vinent, dejando descendencia en México.
- Victoria Eugenia Fernández de Córdoba y Fernández de Henestrosa (Madrid, 16 de abril de 1917-Sevilla, 18 de agosto de 2013) XIII marquesa de Cilleruelo que rehabilitó el título en 1991,[32] y XVIII duquesa de Medinaceli, etc. y catorce veces grande de España.[30]

Casó en Sevilla el 12 de octubre de 1938 con Rafael de Medina y Vilallonga. Le sucedió su bisnieta, hija del príncipe Marco de Hohenlohe-Langenburg, XIX duque de Medinaceli,  y su esposa Sandra Schmidt-Polex.
- Victoria von Hohenlohe-Langenburg (Málaga, 17 de marzo de 1997), XIV marquesa de Cilleruelo[33] y XX duquesa de Medinaceli[34] y diez veces grande de España.